# アガルタラ
アガルタラ（ベンガル語: আগরতলা, agrôtla、英語: Agartala）は、インドのトリプラ州の州都。2011年現在の人口は約40万人。

## 交通

### 空港
- アガルタラ空港